# Max Meyer (equip ciclista)

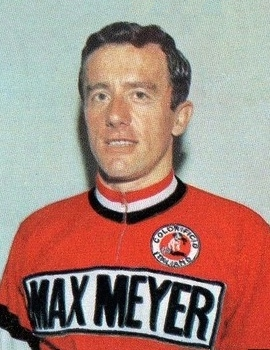
Adriano Durante

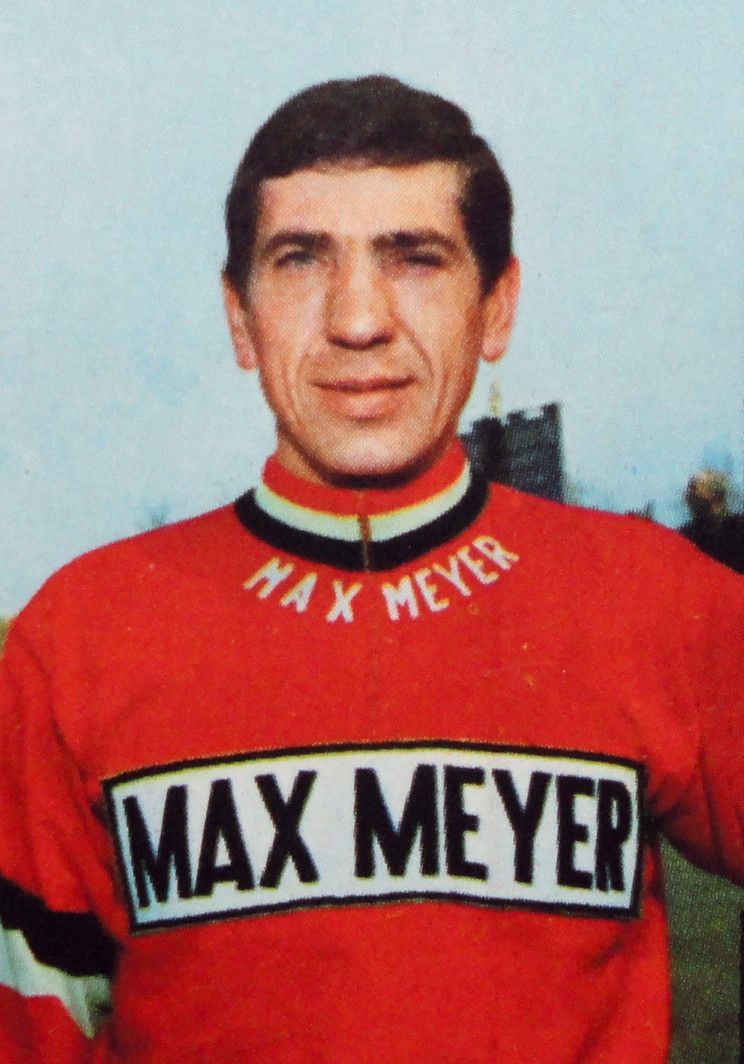
Claudio Michelotto

L'equip Max Meyer va ser un equip ciclista italià, de ciclisme en ruta que va competir entre el 1967 i el 1969. Va estar dirigit per l'exciclista Gastone Nencini.

## Principals resultats
- Giro del Vèneto: Luciano Galbo (1967)
- Tirrena-Adriàtica: Claudio Michelotto (1968)
- Coppa Agostoni: Claudio Michelotto (1968)
- Gran Premi de la Indústria i el Comerç de Prato: Adriano Durante (1968)
- Milà-Torí: Claudio Michelotto (1969)
- Trofeu Laigueglia: Claudio Michelotto (1969)
- Giro de Sardenya: Claudio Michelotto (1969)

### A les grans voltes
- Giro d'Itàlia
  - 3 participacions (1967, 1968, 1969)
  - 3 victòries d'etapa:
    - 1 el 1967: Giorgio Zancanaro
    - 1 el 1968: Luigi Sgarbozza
    - 1 el 1969: Claudio Michelotto

  - 0 classificació finals:
  - 1 classificacions secundàries:
    - Gran Premi de la muntanya: Claudio Michelotto (1969)

- Tour de França
  - 0 participacions

- Volta a Espanya
  - 1 participacions (1969)
  - 3 victòries d'etapa:
    - 3 el 1969: Felice Salina, Luigi Sgarbozza, Ercole Gualazzini